# Корнилов, Михаил Дмитриевич
Михаил Дмитриевич Корнилов (26 августа 1922, Плёс, Ивановская область — 17 марта 1945, Латвийская ССР) — старший лейтенант Рабоче-крестьянской Красной Армии, участник Великой Отечественной войны, Герой Советского Союза (1945).

## Биография
Михаил Корнилов родился 26 августа 1922 года в посёлке Плёс (ныне — город в Ивановской области). После окончания восьми классов средней школы проживал в Кинешме, окончил два с половиной курса местного хлопчатобумажного техникума, одновременно учился в аэроклубе. В июне 1941 года Корнилов был призван на службу в Рабоче-крестьянскую Красную Армию. В 1942 году он окончил Молотовскую военную авиационную школу пилотов. С июня 1943 года — на фронтах Великой Отечественной войны. Участвовал в битве за Кавказ, освобождении Краснодарского края и Крыма, Прибалтики.
К февралю 1945 года старший лейтенант Михаил Корнилов командовал эскадрильей 502-го штурмового авиаполка (214-й штурмовой авиадивизии, 15-й воздушной армии, 2-го Прибалтийского фронта). К тому времени он совершил 113 боевых вылетов на штурмовку скоплений боевой техники и живой силы противника, нанеся ему большие потери. 17 марта 1945 года самолёт Корнилова был повреждён, а сам лётчик получил ранение в грудь. Корнилов попытался долететь до своего аэродрома, но на территории Латвийской ССР его самолёт упал на землю. Похоронен в населённом пункте Мастыни Салдусского района Латвии.

## Награды
Указом Президиума Верховного Совета СССР от 18 августа 1945 года за «образцовое выполнение боевых заданий командования на фронте борьбы с немецкими захватчиками и проявленные при этом мужество и героизм» старший лейтенант Михаил Корнилов посмертно был удостоен высокого звания Героя Советского Союза. Также был награждён орденом Ленина, двумя орденами Красного Знамени, орденом Александра Невского, двумя орденами Красной Звезды, рядом медалей (какими?).

## Память
Мемориальная доска в память о Корнилове установлена Российским военно-историческим обществом на школе города Плёс, где он учился. Также его именем названа одна из главных улиц города.